# Циганков Дмитро Гнатович
Дмитро́ Гнатович Циганко́в (* 22 жовтня 1923, Старобільськ, нині Луганської області — 1 жовтня 1999) — український композитор. Заслужений працівник культури України.

## Біографія
Закінчив учительський і педагогічний інститути (за фахом учитель математики), музичне училище. Учасник Другої світової війни.
50 років жив і працював на Прикарпатті. Понад 20 років був заступником голови обласного відділення композиторів Івано-Франківщини. Керував музично-хоровими колективами.
Почесний член Музично-хорового товариства України.
Написав близько 100 пісень.
2008 року в Івано-Франківську вулицю Пугачова перейменовано на вулицю Дмитра Циганкова.